# كلية باريس للاقتصاد
كلية باريس للاقتصاد (بالإنجليزية: Paris School of Economics تختصر PSE ؛ بـالفرنسية: École d'économie de Paris) هي معهد أبحاث فرنسي في مجال الاقتصاد، وتقدم ماجستير في الفلسفة وماجستير في العلوم، وبرامج على مستوى الدكتوراه في مختلف مجالات الاقتصاد النظري والتطبيقي، بما في ذلك الاقتصاد الكلي والاقتصاد القياسي والاقتصاد الدولي.
كلية باريس للاقتصاد هي من بنات أفكار مدرسة المدرسة العليا للعلوم الاجتماعية (EHESS ، حيث يلتحق الطلاب فيها قبل الكلية)، والمدرسة الثانوية العليا للأساتذة ومدرسة البيئة، وتقع فعليًا في حرم المدرسة العليا للأساتذة في Jourdan في الدائرة 14 من باريس. وقد تأسست في عام 2006 كائتلاف من الجامعات الكبرى لتوحيد البحوث عالية المستوى في الاقتصاد عبر الأوساط الأكاديمية الفرنسية، وترَأسها لأول مرة الاقتصادي توماس بيكيتي، ومنذ تأسيسها اكتسبت قدرًا معينًا من الوزن الأكاديمي، ووفقًا لتصنيف صدر عن مشروع RePEc في يناير 2016، تم تصنيفها سابع أفضل قسم اقتصادي على مستوى الجامعات في العالم، وارتفع تصنيف كلية باريس للاقتصاد باستمرار منذ أن تم إدراجه في تصنيف الأوراق البحثية في الاقتصاد (RePEc).

## الحالة
تم إنشاء كلية باريس للاقتصاد في ديسمبر 2006، وتتمتع بوضع مؤسسة recnue d'utilité publique (مؤسسة مصلحة عامة). تسمح هذه الحالة لـ كلية باريس للاقتصاد بالاعتماد على كل من التمويل العام والخاص.
كلية باريس للاقتصاد هي واحدة من "Fondation de Coopération Scientifique " (مؤسسات البحث العلمي)[بحاجة لمصدر] ، وهو نوع جديد من المؤسسات تم إنشاؤها من قبل الحكومة لتطوير مراكز التميز في فرنسا، وتعمل مؤسسات البحث العلمي وفقًا لنفس القواعد التي تطبقها مؤسسات المصلحة العامة.
- يدير كلية باريس للاقتصاد مجلس إدارة [6] يتألف من ممثلين عن الشركاء من القطاعين العام والخاص والباحثين والشخصيات الخارجية.
- يتكون المجلس العلمي من باحثين دوليين من خارج كلية باريس للاقتصاد، يعمل 50٪ منهم على الأقل في الخارج، ويقوم المجلس العلمي بتقييم جودة برامج التدريس والبحث الحالية والمقترحة، يعمل 3 من الحائزين على جائزة نوبل هم كأعضاء في المجلس العلمي لـكلية باريس للاقتصاد.[7]

## برامج الشهادة
تقدم المؤسسة التدريس من خلال أربعة برامج ماجستير (APE ، ETE ، PPD ، والاقتصاد وعلم النفس) وبرنامج دكتوراه (داخل EDE-EPS).

### برامج الماجستير
- ماجستير APE: التحليل والسياسة في الاقتصاد (بالإنجليزية: Analysis and Policy in Economics)
- ماجستير ETE: الاقتصاد التجريبي والنظري (بالإنجليزية: Empirical and Theoretical Economics)
- ماجستير PPD: السياسة العامة والتنمية (بالإنجليزية: Public Policy and Development)
- ماجستير EDCBA: القرار الاقتصادي وتحليل التكلفة والفائدة (بالإنجليزية: Economic Decision and Cost-Benefit Analysis)
- ماجستير الاقتصاد وعلم النفس (بالإنجليزية: Economics and Psychology)

## كلية باريس للاقتصاد في التصنيف الدولي
تم تصنيف كليات الاقتصاد التي تساهم بها الكلية، بما في ذلك المدرسة العليا للأساتذة ومدرسة الدراسات العليا في العلوم الاجتماعية والمدرسة المتعددة التكنولوجية و ENSAE ، بين أفضل 13 قسمًا في جميع أنحاء العالم من خلال 53 قسمًا من حيث نتائج المنشورات لأفضل خمسة علماء. وفقًا لتصنيف أقسام الاقتصاد العالمي الذي أصدرته RePEc في ديسمبر 2016، احتلت كلية باريس للاقتصاد المرتبة الخامسة عالميًا، والأولى في أوروبا.

## شراكات دولية

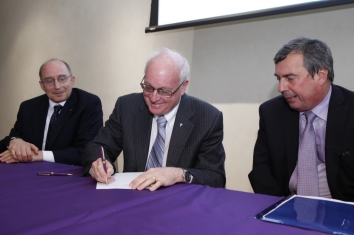
وكيل جامعة نيويورك ديفيد ماكلولين (في الوسط)؛ رون روبن ، نائب عميد الكلية في نيويورك ، فرانسوا بورغينيون، مدير كلية باريس للاقتصاد

لدى كلية باريس للاقتصاد برامج لتبادل الطلاب مع بعض الجامعات مثل جامعة نيويورك أو جامعة كاليفورنيا ، بيركلي. كما أنها عضو في العديد من شبكات تبادل الطلاب:
- نماذج السلوك والتفاعل الاقتصادي (EBIM): جامعة بيليفيلد
- الدكتوراه الأوروبية في الاقتصاد Erasmus Mundus (EDEEM): جامعة أمستردام، جامعة بيليفيلد، جامعة لشبونة، جامعة لوفين، جامعة البندقية
- برنامج الدكتوراه européen en économie الكمي (EDP): جامعة فلورنسا، كلية لندن للاقتصاد (LSE) ، جامعة بون، جامعة لوفين، جامعة تل أبيب، جامعة بومبيو فابرا
- بحوث تصميم السياسات والتقييم في البلدان النامية (PODER): جامعة بوكوني، كلية لندن للاقتصاد (LSE) ، جامعة ستوكهولم، جامعة نامور، جامعة بومبيو فابرا، جامعة كيب تاون
- دكتوراه في الاقتصاد الكمي (QED): جامعة أليكانتي، جامعة أمستردام، جامعة بيليفيلد، جامعة كوبنهاغن، جامعة لشبونة، جامعة البندقية، جامعة فيينا

صدر تقرير عدم المساواة في العالم 2018 الذي أعده Facundo Alvaredo و Lucas Chanel وتوماس بيكيتي و Emmanuel Saez و Gabriel Zucman في 14 ديسمبر 2017 في كلية باريس للاقتصاد خلال المؤتمر العالمي الأول لقاعدة بيانات الثروة العالمية والدخل (WID). والذي عقد في 14 ديسمبر و 15 ديسمبر، برعاية كلية باريس للاقتصاد، ومعهد التفكير الاقتصادي الجديد (INET)، ومركز واشنطن للنمو العادل (CEG)، ومؤسسة فورد، ومجلس البحوث الأوروبي. قاعدة بيانات الثروة العالمية والدخل (WID)، وهي قاعدة بيانات مفتوحة المصدر، وهي جزء من جهد تعاوني دولي لأكثر من مائة باحث في خمس قارات. قاعدة البايانات هذه هي امتداد لقاعدة بيانات الدخل العالمي السابقة (WTID).

## الخريجين
- إستر دوفلو (إم أي تي)
- جيل دورانتون (جامعة بنسلفانيا)
- إيمانويل فرحي (جامعة هارفارد)
- Xavier Gabaix (جامعة نيويورك)
- بيير أوليفييه جورنتشا (جامعة كاليفورنيا ، بيركلي)
- تييري ماجناك (مدرسة تولوز للاقتصاد)
- توماس فيليبون (جامعة نيويورك)
- توماس بيكيتي (كلية باريس للاقتصاد)
- هيلين ري (كلية لندن للأعمال)
- باتريك ري (مدرسة تولوز للاقتصاد)
- إيمانويل سايز (جامعة كاليفورنيا ، بيركلي)
- Benoît Cœuré (البنك المركزي الأوروبي)
- غابرييل زوكمان (جامعة كاليفورنيا ، بيركلي)

## المجلس العلمي
- فرانشيسكو بيلاري (جامعة نوفيلد أكسفورد)
- جيس بن حبيب (جامعة نيويورك)
- بيير أندريه شيابوري (جامعة كولومبيا)
- رودولف دوس سانتوس (جامعة ستراسبورغ)
- ماريون فوركادي (جامعة كاليفورنيا ، بيركلي)
- جوردي جالي (CREI برشلونة، جامعة بومبيو فابرا)
- دنكان جالي (جامعة نوفيلد أكسفورد)
- أوليفر هارت (جامعة هارفارد)
- نعومي لامورو (جامعة ييل)
- كوستاس مغير (جامعة ييل)
- دانيال مكفادين (جامعة كاليفورنيا ، بيركلي)
- السير جيمس ميرليس (جامعة هونغ كونغ الصينية)
- باتريك ري (جامعة تولوز)
- داني رودريك (مدرسة كينيدي لحكومة هارفارد)
- روي وونغ بين (جامعة كاليفورنيا (لوس أنجلوس) UCLA)

## روابط خارجية
- الموقع الرسمي لكلية باريس للاقتصاد
- "APE: Analyze et Politique Economiques" برنامج الدراسات العليا في كلية باريس للاقتصاد
- «PPD: السياسة العامة والتنمية» برنامج الدراسات العليا في كلية باريس للاقتصاد